# Stauropus cuneifera
Stauropus cuneifera är en fjärilsart som beskrevs av Groth. 1942. Stauropus cuneifera ingår i släktet Stauropus och familjen tandspinnare. Inga underarter finns listade i Catalogue of Life.